# Mazerat-Aurouze

Mazerat-Aurouze este o comună în departamentul Haute-Loire, Franța. În 2009 avea o populație de 193 de locuitori.